# Въздушно-десантни войски на Руската федерация
Въздушно-десантните войски на Русия са наследници на Въздушно-десантните войски на СССР. Въздушно-десантните войски на Руската Федерация са основата на частите за бързо реагиране използвани от Върховния главнокомандващ на въоръжените сили на Руската федерация. Десантните войски се намират под пряко подчинение на командващия ВДВ и се състоят от дивизии, въздушнодесантни бригади, отделни части и учреждения. Те са високомобилен род войски, предназначени за прехвърляне по въздуха и водене на бойни и диверсионни действия в тила на врага.
Командващ Въздушно-десантните войски е генерал-полковник Владимир Анатольевич Шаманов, от 24 май 2009 г.

## История
На 2 август 1930 г. на учение на ВВС на Московския военен окръг до Воронеж за първи път е извършен парашутен десант на подразделение от 12 души за изпълнение на тактическа задача. Този експеримент позволява на военните теоретици да видят перспективата на парашутно-десантните части, техните огромни възможности, свързани с бързото обхващане на противника от въздуха.

## Състав
Дивизии
- 7-а гвардейска въздушно-десантна дивизия (Новоросийск)
- 76-а гвардейска въздушно-десантна Черниговска червенознаменна дивизия (Псков)
- 98-а гвардейска Свирска въздушно-десантна червенознаменна дивизия, носител на орден „Кутузов“ – 2-ра степен (Иваново)
- 106-а гвардейска въздушно-десантна червенознаменна дивизия, носител на орден „Кутузов“ – 2-ра степен (Тула)

Бригади
- 31-ва гвардейска отделна въздушно-десантна бригада, носител на орден „Кутузов“ – 2-ра степен (Уляновск)

Полк
- 38-и отделен свързочен полк (Мечи езера)
- 45-и гвардейски отделен разузнавателен полк със специално предназначение (Москва)

Учебни заведения
- 242-ти учебен център (Омск)
- 332-ра школа за прапорщици (Москва)
- Рязански институт за Въздушно-десантните войски (Рязан)

## Въоръжение
Бронетехника
БМД-1, БМД-2, БМД-3, БМД-4
Артилерия
- авиодесантни самоходни установки АСУ-57, АСУ-85
- самоходно артилерийско оръдие 2С9, 2С25
- гаубица 2А18 Д-30/2А18М Д-30А

Стрелково въоръжение
- АКС-47, РПК-74, ПКМС, СВД, ГП-25, АГС-17 Пламък